# Дзёган
Дзёган или Дзёкан (яп. 貞観 дзё:ган, дзё:кан, незамутнённый взгляд) — девиз правления (нэнго) японских императоров Сэйвы и Ёдзэя с 859 по 877 год .

## Продолжительность
Начало и конец эры:
- 15-й день 4-й луны 3-го года Тэннан (по юлианскому календарю — 20 мая 859 года);
- 16-й день 4-й луны 19-го года Дзёган (по юлианскому календарю — 1 июня 877 года).

## Происхождение
Название нэнго было заимствовано из классического древнекитайского сочинения Книга Перемен:「天地之道、貞観者也」.

## События

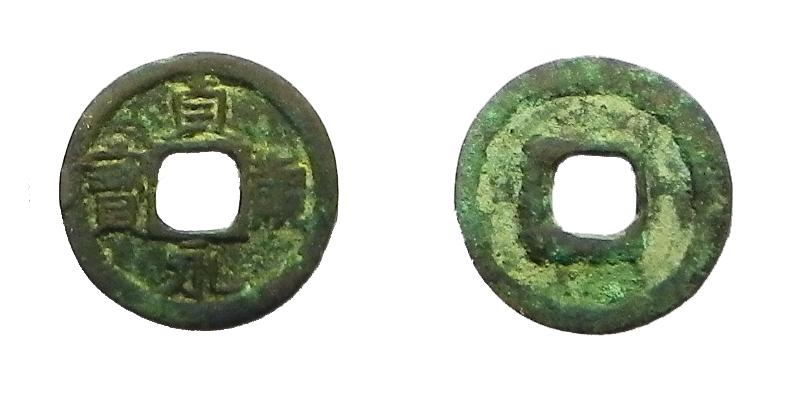
— монеты, чеканить которые начали в 870 году

- 859 год (1-я луна 1-го года Дзёган) — все новогодние праздники были приостановлены из-за национального траура по умершему императору Монтоку[6];
- 866 год (8-й год Дзёган) — род Фудзивара сосредоточил в своих руках должность регента сэссё;
- 864 год (5-я луна 6-го года Дзёган) — вулкан Фудзияма извергался в течение 10 дней; из кратера вылетело огромное количество шлаков и пепла, которые достигли залива Эдо. Были человеческие жертвы, пострадало много жилых построек;
- 869 год (11-й год Дзёган) — у императора родился сын, которого в следующем году объявили наследником престола[7];
- 9 июля 869 года (11-й год Дзёган) — по стране прокатились землетрясения и цунами, разрушившие большую часть побережья Санрику возле Сендая;
- 876 год (11-я луна 18-го года Дзёган) — император Сэйва уступил свой трон своему пятилетнему сыну, который спустя некоторое время воцарился под именем императора Ёдзэя[7];
- 870 год (12-й год Дзёган) — завершенно составление поправок (яп. 貞観格式) к основному закону рицурё.

## Сравнительная таблица
Ниже представлена таблица соответствия японского традиционного и европейского летосчисления. В скобках к номеру года японской эры указано название соответствующего года из 60-летнего цикла китайской системы гань-чжи. Японские месяцы традиционно названы лунами.
| 1-й год Дзёган (Земляной Кролик)       | 1-я луна*      | 2-я луна   | 3-я луна*              | 4-я луна               | 5-я луна*              | 6-я луна* | 7-я луна               | 8-я луна*   | 9-я луна              | 10-я луна* | 11-я луна              | 12-я луна    |                          |
| -------------------------------------- | -------------- | ---------- | ---------------------- | ---------------------- | ---------------------- | --------- | ---------------------- | ----------- | --------------------- | ---------- | ---------------------- | ------------ | ------------------------ |
| Юлианский календарь                    | 7 февраля 859  | 8 марта    | 7 апреля               | 6 мая                  | 5 июня                 | 4 июля    | 2 августа              | 1 сентября  | 30 сентября           | 30 октября | 28 ноября              | 28 декабря   |                          |
| 2-й год Дзёган (Металлический Дракон)  | 1-я луна       | 2-я луна*  | 3-я луна               | 4-я луна*              | 5-я луна               | 6-я луна* | 7-я луна*              | 8-я луна    | 9-я луна*             | 10-я луна  | 10-я луна (високосная) | 11-я луна*   | 12-я луна                |
| Юлианский календарь                    | 27 января 860  | 26 февраля | 26 марта               | 25 апреля              | 24 мая                 | 23 июня   | 22 июля                | 20 августа  | 19 сентября           | 18 октября | 17 ноября              | 17 декабря   | 15 января 861            |
| 3-й год Дзёган (Металлическая Змея)    | 1-я луна*      | 2-я луна   | 3-я луна               | 4-я луна*              | 5-я луна               | 6-я луна* | 7-я луна*              | 8-я луна    | 9-я луна*             | 10-я луна  | 11-я луна*             | 12-я луна    |                          |
| Юлианский календарь                    | 14 февраля 861 | 15 марта   | 14 апреля              | 14 мая                 | 12 июня                | 12 июля   | 10 августа             | 8 сентября  | 8 октября             | 6 ноября   | 6 декабря              | 4 января 862 |                          |
| 4-й год Дзёган (Водяная Лошадь)        | 1-я луна       | 2-я луна*  | 3-я луна               | 4-я луна*              | 5-я луна               | 6-я луна  | 7-я луна*              | 8-я луна    | 9-я луна*             | 10-я луна* | 11-я луна              | 12-я луна*   |                          |
| Юлианский календарь                    | 3 февраля 862  | 5 марта    | 3 апреля               | 3 мая                  | 1 июня                 | 1 июля    | 31 июля                | 29 августа  | 28 сентября           | 27 октября | 25 ноября              | 25 декабря   |                          |
| 5-й год Дзёган (Водяная Коза)          | 1-я луна       | 2-я луна*  | 3-я луна               | 4-я луна               | 5-я луна*              | 6-я луна  | 6-я луна* (високосная) | 7-я луна    | 8-я луна*             | 9-я луна   | 10-я луна              | 11-я луна*   | 12-я луна*               |
| Юлианский календарь                    | 23 января 863  | 22 февраля | 23 марта               | 22 апреля              | 22 мая                 | 20 июня   | 20 июля                | 18 августа  | 17 сентября           | 16 октября | 15 ноября              | 15 декабря   | 13 января 864            |
| 6-й год Дзёган (Деревянная Обезьяна)   | 1-я луна       | 2-я луна*  | 3-я луна               | 4-я луна*              | 5-я луна               | 6-я луна* | 7-я луна               | 8-я луна    | 9-я луна*             | 10-я луна  | 11-я луна              | 12-я луна*   |                          |
| Юлианский календарь                    | 11 февраля 864 | 12 марта   | 10 апреля              | 10 мая                 | 8 июня                 | 8 июля    | 6 августа              | 5 сентября  | 5 октября             | 3 ноября   | 3 декабря              | 2 января 865 |                          |
| 7-й год Дзёган (Деревянный Петух)      | 1-я луна       | 2-я луна*  | 3-я луна*              | 4-я луна               | 5-я луна*              | 6-я луна  | 7-я луна*              | 8-я луна    | 9-я луна              | 10-я луна* | 11-я луна              | 12-я луна    |                          |
| Юлианский календарь                    | 31 января 865  | 2 марта    | 31 марта               | 29 апреля              | 29 мая                 | 27 июня   | 27 июля                | 25 августа  | 24 сентября           | 24 октября | 22 ноября              | 22 декабря   |                          |
| 8-й год Дзёган (Огненная Собака)       | 1-я луна*      | 2-я луна   | 3-я луна*              | 3-я луна* (високосная) | 4-я луна*              | 5-я луна  | 6-я луна*              | 7-я луна    | 8-я луна              | 9-я луна*  | 10-я луна              | 11-я луна    | 12-я луна                |
| Юлианский календарь                    | 21 января 866  | 19 февраля | 21 марта               | 19 апреля              | 18 мая                 | 16 июня   | 16 июля                | 14 августа  | 13 сентября           | 13 октября | 11 ноября              | 11 декабря   | 10 января 867            |
| 9-й год Дзёган (Огненная Свинья)       | 1-я луна*      | 2-я луна   | 3-я луна*              | 4-я луна*              | 5-я луна*              | 6-я луна  | 7-я луна*              | 8-я луна    | 9-я луна*             | 10-я луна  | 11-я луна              | 12-я луна    |                          |
| Юлианский календарь                    | 9 февраля 867  | 10 марта   | 9 апреля               | 8 мая                  | 6 июня                 | 5 июля    | 4 августа              | 2 сентября  | 2 октября             | 31 октября | 30 ноября              | 30 декабря   |                          |
| 10-й год Дзёган (Земляная Крыса)       | 1-я луна*      | 2-я луна   | 3-я луна               | 4-я луна*              | 5-я луна*              | 6-я луна* | 7-я луна               | 8-я луна*   | 9-я луна              | 10-я луна* | 11-я луна              | 12-я луна    | 12-я луна (високосная) * |
| Юлианский календарь                    | 29 января 868  | 27 февраля | 28 марта               | 27 апреля              | 26 мая                 | 24 июня   | 23 июля                | 22 августа  | 20 сентября           | 20 октября | 18 ноября              | 18 декабря   | 17 января 869            |
| 11-й год Дзёган (Земляной Бык)         | 1-я луна       | 2-я луна   | 3-я луна*              | 4-я луна               | 5-я луна*              | 6-я луна  | 7-я луна*              | 8-я луна*   | 9-я луна              | 10-я луна* | 11-я луна              | 12-я луна    |                          |
| Юлианский календарь                    | 15 февраля 869 | 17 марта   | 16 апреля              | 15 мая                 | 14 июня                | 13 июля   | 12 августа             | 10 сентября | 9 октября             | 8 ноября   | 7 декабря              | 6 января 870 |                          |
| 12-й год Дзёган (Металлический Тигр)   | 1-я луна*      | 2-я луна   | 3-я луна               | 4-я луна*              | 5-я луна               | 6-я луна* | 7-я луна               | 8-я луна*   | 9-я луна*             | 10-я луна  | 11-я луна*             | 12-я луна    |                          |
| Юлианский календарь                    | 5 февраля 870  | 6 марта    | 5 апреля               | 5 мая                  | 3 июня                 | 3 июля    | 1 августа              | 31 августа  | 29 сентября           | 28 октября | 27 ноября              | 26 декабря   |                          |
| 13-й год Дзёган (Металлический Кролик) | 1-я луна*      | 2-я луна   | 3-я луна               | 4-я луна*              | 5-я луна               | 6-я луна* | 7-я луна               | 8-я луна*   | 8-я луна (високосная) | 9-я луна*  | 10-я луна              | 11-я луна*   | 12-я луна                |
| Юлианский календарь                    | 25 января 871  | 23 февраля | 25 марта               | 24 апреля              | 23 мая                 | 22 июня   | 21 июля                | 20 августа  | 18 сентября           | 18 октября | 16 ноября              | 16 декабря   | 14 января 872            |
| 14-й год Дзёган (Водяной Дракон)       | 1-я луна*      | 2-я луна   | 3-я луна*              | 4-я луна               | 5-я луна               | 6-я луна* | 7-я луна               | 8-я луна*   | 9-я луна              | 10-я луна* | 11-я луна              | 12-я луна    |                          |
| Юлианский календарь                    | 13 февраля 872 | 13 марта   | 12 апреля              | 11 мая                 | 10 июня                | 10 июля   | 8 августа              | 7 сентября  | 6 октября             | 5 ноября   | 4 декабря              | 3 января 873 |                          |
| 15-й год Дзёган (Водяная Змея)         | 1-я луна*      | 2-я луна*  | 3-я луна               | 4-я луна*              | 5-я луна               | 6-я луна* | 7-я луна               | 8-я луна    | 9-я луна*             | 10-я луна  | 11-я луна              | 12-я луна    |                          |
| Юлианский календарь                    | 2 февраля 873  | 3 марта    | 1 апреля               | 1 мая                  | 30 мая                 | 29 июня   | 28 июля                | 27 августа  | 26 сентября           | 25 октября | 24 ноября              | 24 декабря   |                          |
| 16-й год Дзёган (Деревянная Лошадь)    | 1-я луна*      | 2-я луна*  | 3-я луна*              | 4-я луна               | 4-я луна* (високосная) | 5-я луна* | 6-я луна               | 7-я луна    | 8-я луна*             | 9-я луна   | 10-я луна              | 11-я луна*   | 12-я луна                |
| Юлианский календарь                    | 23 января 874  | 21 февраля | 22 марта               | 20 апреля              | 20 мая                 | 18 июня   | 17 июля                | 16 августа  | 15 сентября           | 14 октября | 13 ноября              | 13 декабря   | 11 января 875            |
| 17-й год Дзёган (Деревянная Коза)      | 1-я луна       | 2-я луна*  | 3-я луна*              | 4-я луна*              | 5-я луна               | 6-я луна* | 7-я луна               | 8-я луна*   | 9-я луна              | 10-я луна  | 11-я луна              | 12-я луна*   |                          |
| Юлианский календарь                    | 10 февраля 875 | 12 марта   | 10 апреля              | 9 мая                  | 7 июня                 | 7 июля    | 5 августа              | 4 сентября  | 3 октября             | 2 ноября   | 2 декабря              | 1 января 876 |                          |
| 18-й год Дзёган (Огненная Обезьяна)    | 1-я луна       | 2-я луна   | 3-я луна*              | 4-я луна*              | 5-я луна*              | 6-я луна  | 7-я луна*              | 8-я луна    | 9-я луна*             | 10-я луна  | 11-я луна              | 12-я луна*   |                          |
| Юлианский календарь                    | 30 января 876  | 29 февраля | 30 марта               | 28 апреля              | 27 мая                 | 25 июня   | 25 июля                | 23 августа  | 22 сентября           | 21 октября | 20 ноября              | 20 декабря   |                          |
| 19-й год Дзёган (Огненный Петух)       | 1-я луна       | 2-я луна   | 2-я луна* (високосная) | 3-я луна               | 4-я луна*              | 5-я луна* | 6-я луна               | 7-я луна*   | 8-я луна              | 9-я луна*  | 10-я луна              | 11-я луна*   | 12-я луна                |
| Юлианский календарь                    | 18 января 877  | 17 февраля | 19 марта               | 17 апреля              | 17 мая                 | 15 июня   | 14 июля                | 13 августа  | 11 сентября           | 11 октября | 9 ноября               | 9 декабря    | 7 января 878             |

* звёздочкой отмечены короткие месяцы (луны) продолжительностью 29 дней. Остальные месяцы длятся 30 дней.